# Martin Kinsley
Martin Kinsley (* 2. Juni 1754 in Bridgewater, Plymouth County, Province of Massachusetts Bay; † 20. Juni 1835 in Roxbury, Massachusetts) war ein US-amerikanischer Politiker. Zwischen 1819 und 1821 vertrat er den Bundesstaat Massachusetts im US-Repräsentantenhaus.

## Werdegang
Martin Kinsley besuchte bis 1778 das Harvard College und studierte danach Medizin. Während des Unabhängigkeitskrieges war er zeitweise bei der Nachschubbeschaffung der amerikanischen Truppen tätig. In den Jahren 1787 bis 1792 war er Kämmerer der Stadt Hardwick. Zwischen 1787 und 1806 saß er mehrfach als Abgeordneter im Repräsentantenhaus von Massachusetts; im Jahr 1814 gehörte er dem Staatssenat an. Von 1810 bis 1811 wirkte er im Regierungsrat von Massachusetts mit. Im Jahr 1811 wurde er Berufungsrichter und danach Nachlassrichter.
Kinsley war Mitglied der Ende der 1790er Jahre von Thomas Jefferson gegründeten Demokratisch-Republikanischen Partei. Bei den Kongresswahlen des Jahres 1818 wurde er im 17. Wahlbezirk von Massachusetts in das US-Repräsentantenhaus in Washington, D.C. gewählt, wo er am 4. März 1819 die Nachfolge von John Wilson antrat. Bis zum 3. März 1821 konnte er eine Legislaturperiode im Kongress absolvieren; dann wurde sein Distrikt aufgelöst. Ein Kandidatur in einem anderen Wahlbezirk blieb 1820 erfolglos.
Nach dem Ende seiner Zeit im US-Repräsentantenhaus ist Martin Kinsley politisch nicht mehr in Erscheinung getreten. Er starb am 20. Juni 1835 in Roxbury, das heute zu Boston gehört.